# Uncertain (EP)
Uncertain —en españolː Incierto— es el cuarto EP de la banda irlandesa de rock The Cranberries y el primero de la agrupación bajo ese nombre, ya que anteriormente habían publicado 3 anteriores EPs en formato casete bajo el nombre de The Cranberry Saw Us.
 Lanzado el 28 de octubre de 1991 por Island Records bajo el nombre del sello independiente Xeric Records, fue editado en los formatos CD y vinilo de 12", vendiendo unas 5.000 copias.
Luego de haber llamado la atención de las más importantes compañías discográficas del Reino Unido y de haber recibido varias ofertas, la banda decidió fichar con Island Records. Antes de grabar su primer álbum se llevaron a cabo sesiones de grabación que dieron como resultado Uncertain, que al igual que sus anteriores trabajos fue registrado en los Xeric Studios en Limerick, Irlanda, en donde Pearse Gilmore ejercería por cuarta y última vez como productor; la agrupación prescindiría de él debido a diferencias creativas ya que no quedaron satisfechos con los resultados finales del EP, sumado a que Gilmore les ocultaba información.
Se hizo un video musical inédito para la canción «Uncertain» y se incluyó una breve parte del clip en el DVD compilatorio Stars: The Best of Videos 1992–2002. El videoclip completo sin editar apareció por primera vez en YouTube el 14 de abril de 2020 y muestra a una joven Dolores O'Riordan, con su hermano Brendan y su sobrina Cora, recordando sus días de niñez en un bosque irlandés.
En 1992 «Them» aparecería como lado b del sencillo «Linger» y en 1993 en el sencillo promocional de «Sunday» y pese a que The Cranberries nunca mostró interés en reeditar Uncertain, en 2018 las cuatro canciones del EP fueron incluidas en la reedición especial del 25° aniversario de Everybody Else Is Doing It, So Why Can't We?, el primer álbum de estudio de la banda.

## Lista de canciones
| N.º | Título                | Escritor(es)                  | Duración |  |
| 1.  | «Them»                | Dolores O'Riordan, Noel Hogan | 3:42     |  |
| 2.  | «Nothing Left At All» | O'Riordan, Hogan              | 3:55     |  |
| 3.  | «Pathetic Senses»     | O'Riordan, Hogan              | 3:37     |  |
| 4.  | «Uncertain»           | O'Riordan, Hogan              | 3:07     |  |

## Créditos
| The Cranberries - Dolores O'Riordan - Voz y coros. - Noel Hogan - Guitarra, voces de acompañamiento - Mike Hogan - Bajo eléctrico. - Fergal Lawler - Batería. | Técnicos - Pearse Gilmore - Producción, grabación, mezcla - Gestión - Elohim Management Limited Diseño - Cally - Dirección de arte - Shane Mc'Carthy - Fotografía |